# Burdyna
Burdyna (bordyna) – statek żaglowy używany w XV–XVII wieku. Mały, jednomasztowy statek towarowy, używany do rozładunku i załadunku jednostek zbyt dużych, by mogły wpłynąć do portu.